# Nick Rogers
Nicholas Robert Rogers (Lymington, 4 de outubro de 1977) é um velejador britânico.

## Carreira
Nick Rogers representou seu país nos Jogos Olímpicos de 2000, 2004 e 2008 na qual conquistou duas medalhas de prata na classe 470. 